# ミルキーピア
『ミルキーピア物語』（ミルキーピアものがたり）は、東野司著のコメディーSF小説シリーズ。『ミルキーピア・シリーズ』ともいう。1987年発表の『京美ちゃんの家出』から1995年発表の『史上最大のメリークリスマス』まで全12作があるが、単行本に収録されていないものもある。主に『SFマガジン』に掲載された。表紙および挿絵は横山えいじ。
コンピュータ、システムエンジニアリング、メインフレーム、ネット通信、仮想現実空間を背景として、片山秀人・鳴琳はじめミルキーピアのメンバー等が活躍するコミカルな小説群である。擬似人格（人工知能）ソフト同士の恋愛（『京美ちゃんの家出』）、コンピュータデータのタイムトラベル（『8ビットの魔術師』）、電脳空間での密室推理（『消えた十二支の謎』）など、各作品ごとに一味変わったテーマがある。
技術面の記載は現在では古くなってしまった印象もあるが、第1作が書かれたのはDOS/V登場以前の、一般が利用できるコンピュータ通信はパソコン通信しかなかった時代であることを考えると、逆に驚かされる一面もある。
なお、『よろず電脳調査局ページ11』シリーズは続編ではないが、同じ作品世界に属しており、片山秀人や鳴琳の名が登場する。

## 主なキャラクター

### ミルキーピア
- 片山 秀人（かたやまひでと）
主人公。システムハウス（後にネット探偵局に変更）・ミルキーピアの唯一の男性社員で、特技は自分の意識をネット上のバーチャル空間に移す「ネット潜り」。人気ソフト・京美を作るなどプログラミングの腕も確かだが、幼少の頃に体験した事件が原因で身に着けた、特技のネット潜りが重宝され、常に酷使されている。
- ヨネコ社長
ミルキーピアのお色気たっぷりの女社長。システムエンジニアとしても秀人と同等以上の実力がある。
- 麻矢さん
ちょっと恐い関西弁の姉御。経理を担当。ヨネコ社長の親友。
- 夏 鳴琳（かめいりん）
秀人の唯一の後輩。秀人と同じく「ネット潜り」の特技を持つ。

### 擬似人格ソフト・ツール
- 京美Ver 1
パーソナルアイドルの人気ナンバー1ソフト。ヨネコ社長と秀人とが共同製作した。京美Ver 1は医療用擬似人格ソフト・三太郎と駆け落ちする。その遠因は、ヨネコ社長が作成した京美の感性プログラムにヨネコ社長自身の感性を反映させたことにあった。
- 京美Ver 2
Ver 1の家出の後に再製作された。通常はネット上のアイドルソフトであるが、バックアップ版が秀人たちのサポート要員として活躍することがある。
- 聖哉
鳴琳とヨネコ社長とが共同製作したアイドルソフト。京美と並んでミルキーピアの2大ヒット商品である。バックアップ版は、京美Ver 2と一緒に秀人たちのサポートに活躍する。
- 根回しくん
元々は意思決定支援ソフト。『フェスティバルキャラの逆襲』で登場し、暴走したツールの一つ。その後、ミルキーピアに居ついた。
- アーノルド
鳴琳が作った擬似人格ネット探索ツール。外観は筋肉もりもりのマッチョだが、女子高生風の話し方をする。挿絵ではアーノルド・シュワルツェネッガー風に描かれている。

### シーサイドキララ・さほり婆さん関連
- 城川さほり（旧姓・白梅原）
みかん栽培システムの故障対応で、秀人がシーサイドキララから派遣されたみかん農家の婆さん。40年ほど前に作られその銘器振りから伝説化しているオペレーティングシステム・ANIXの「統合バージョンV」開発に携わったシステム・エンジニアだった過去がある。
- 神戸光俊
システムハウス・シーサイドキララの社長。秀人は『つかのまの間奏曲』でミルキーピアを辞め、シーサイドキララに再就職した。
- ユエ・ホン・ドク
鳴琳の恋人。後に、シーサイドキララの社員となる。

### その他
- "怪傑ゾロ"
株式会社メガファイト社長。"怪傑ゾロ"とは、秀人がつけたあだ名。ミルキーピアを、システムハウスからネット探偵局に変更する元になった人物である。
- 横道
『ジュリエット作戦』で株式会社ザナドゥ専務取締役として登場。

## 作品リスト
2021年現在はアドレナライズから電子書籍版が公開されており、未単行本化作品も含め全作購入可能である。
- 京美ちゃんの家出 ISBN 4150302928
「京美ちゃんの家出」「聖哉くん、誘拐!」「フェスティバルキャラの逆襲」収録
- つかのまの間奏曲（インターミッション） ISBN 415030324X
- ジュリエット作戦 ISBN 4150303290
- 8ビットの魔術師 ISBN 4150303363
- 京美・誕生―小さなイヤリング（SFマガジン1991年8月号読み切り　単行本未収録）
- 京美対京美 南欧の大決闘〈上〉 ISBN 4150303568 / 〈下〉 ISBN 4150303576
- 消えた十二支の謎 ISBN 4150303762
- 成層圏スタジアム ISBN 4150303835
- 霧のエトランゼ（SFマガジン1994年2月号から5月号まで全4回　単行本未収録）
- 史上最大のメリークリスマス （SFマガジン1995年1月臨時増刊号読み切り）